# رامي سعري
رامي سعاري (بالعبرية: רמי סערי‏)، شاعر ومترجم وناقد أدبي إسرائيلي.
ولد في بتاح تكفا عام 1963، وقضى طفولته في إسرائيل والأرجنتين. حصل على درجة الماجستير في اللسانيات السامية والأورالية من جامعة هلسنكي، والدكتوراة في اللسانيات السامية من الجامعة العبرية في القدس. صدرت رسالة الدكتوراة التي أعدها في كتاب بعنوان «حروف الجر المالطيّة» (إصدار كرمل، 2003).
ترجم إلى العبرية ما يقارب الأربعين كتابًا من الألبانية والأستونية والهنغارية واليونانية والأسبانية والبرتغالية والفنلندية، وقد صدّر كل ترجماته بمقدمة أو خاتمة. يعد رامي سعاري المترجم الرئيسي لدار النشر كرمل، ومحرر سلسلة «تسفون» التي تصدرها دار النشر هكيبوتس همئوحاد. كما يشغل محرر موقع الصفحات الإسرائيلية في موقع الشعر العالمي منذ عام 2003.
حاز رامي سعاري على جائزة رئيس الحكومة لعامي 1996 و2003، كما حاز على جائزة «تشرنيخوفكسي» التي تقدمها بلدية تل أبيب عن ترجمته لرواية الكاتب الأسباني خوان رامون خيمنيز "أنا وبلاتيرو"، وعن إنجازات أخرى.

## مؤلفات
- «ها قد وجدت بيتي»، 1988 [هينه متساتي إت بيتي)
- «رجال على مفترق الطرق»، 1999 [غفاريم بتسومت]
- «طريق الالم الجريء»، 1997 [ديرخ هكئيف هنوعاز]
- «الكتاب الحيّ»، 2001 [هسيفر هحي]
- «كم، كم من الحروب»، 2002 [كاماه، كاماه ملحماه]
- «الشوغون الخامس»، 2005 [هشوجون هحميشي]
- «حلقات الحياة»، 2008 [طبعوت هشنيم]